# Маргарета фон Саксония-Витенберг
Маргарета Саксонска (на немски: Margarete von Sachsen; † 1429) от род Аскани, е принцеса от Саксония-Витенберг и чрез женитба херцогиня на Брауншвайг-Люнебург и княгиня на Брауншвайг-Волфенбютел.

## Произход
Тя е втората дъщеря на курфюрст Венцел I фон Саксония-Витенберг (1337 – 1388) и на Цецилия (Силиола) от Карара (1350 – 1430/1434), дъщеря на Франческо Карара, граф на Падуа. По-голямата ѝ сестра Анна е от 1386 г. съпруга на геген-крал и херцог Фридрих I фон Брауншвайг-Люнебург.

## Фамилия
Маргарета се омъжва през 1386 г. за Бернхард I (1358/1364 – 1434) от род Велфи, херцог на Брауншвайг и Люнебург, от 1400 г. княз на Брауншвайг-Волфенбютел. Той е вторият син на херцог Магнус II. Двамата имат три деца:
- Ото IV († 1446)
- Фридрих II († 1478)
- Катарина, ∞ херцог Казимир V от Померания